# 메이 홍
메이 홍(May Hong, 1988년경 ~)은 미국의 모델, 배우, 예술가이다. 에크하우스 라타, 마크 제이콥스, 구찌를 포함한 디자이너들을 위해 가장 주목할 만한 모델 활동을 했다. 배우로서 홍은 하이 메인터넌스, 나의 직장상사는 코미디언, 도시의 이야기들, 애니메이션 영화 케이팝 데몬 헌터스에 출연했다.

## 삶과 경력
홍은 대한민국에서 태어나 6세에 미국으로 이민 왔다. 뉴욕 퀸스 플러싱에서 자랐다. 홍은 피오렐로 라과디아 고등학교에서 고등학교를 다녔고, 그곳에서 미술을 공부하고 판화제작에 대한 흥미를 키웠다. RISD에서 판화제작 분야에서 미술 학사 학위를 받았다.
홍은 졸업 후 브루클린으로 이주하여 사진 스튜디오를 관리했다. 그녀의 모델 경력은 2011년 친구인 마이크 에크하우스와 조이 라타가 그들의 신생 브랜드를 위해 모델을 해달라고 요청하면서 시작되었다. 계속 모델 활동을 했고 결국 상업 광고를 시작했다. 아디다스, 마르니, 구찌, 텔파, 마크 제이콥스를 포함한 디자이너들을 위해 모델 활동을 했다. 또한 뉴욕 패션 위크에도 참여했다. 홍은 모든 에크하우스 라타 런웨이 쇼에 출연했다.
텔레비전 쇼 브로드 시티, 하이 메인터넌스, 뉴 암스테르담, 나의 직장상사는 코미디언과 영화 아담에 출연했다. 영화 케이팝 데몬 헌터스에서 성우로 출연했다. 그녀의 첫 주연 역할은 넷플릭스 리바이벌 시리즈 도시의 이야기들 (2019년)에서 마고 파크 역이었다.
홍은 브루클린에 거주하며 퀴어로 자신을 밝혀왔다.

## 필모그래피

### 영화
| 연도 | 제목               | 역할          | 비고 |
| ---- | ------------------ | ------------- | ---- |
| 2019 | 아담               | 크리스        |      |
| 2025 | 케이팝 데몬 헌터스 | 미라 (목소리) |      |

### 텔레비전
| 연도    | 제목                     | 역할                 | 비고                      |
| ------- | ------------------------ | -------------------- | ------------------------- |
| 2017    | 브로드 시티              | 일라나의 데이트 상대 | 에피소드: "트레이닝 데이" |
| 2018–19 | 하이 메인터넌스          | 사라                 | 2개 에피소드              |
| 2019    | 뉴 암스테르담            | 낸시 난              | 에피소드: "예방 가능한"   |
| 2019    | 도시의 이야기들          | 마고 파크            | 8개 에피소드              |
| 2022    | 나의 직장상사는 코미디언 | 모건                 | 에피소드: "선장의 아내"   |
| 2023    | 업 히어                  | 스테프               | 2개 에피소드              |
| 2023    | 풀 서클                  | 캐롤                 | 3개 에피소드              |
| 2024    | 판타스마스               | 알렉스, 바텐더       | 2개 에피소드              |